# Deuteronomos rufescens
Deuteronomos rufescens är en fjärilsart som beskrevs av Barend J. Lempke 1970. Deuteronomos rufescens ingår i släktet Deuteronomos och familjen mätare. Inga underarter finns listade i Catalogue of Life.